# Удобно-Зеленчукский
Удобно-Зеленчукский — хутор в Отрадненском районе Краснодарского края. Входит в состав Удобненского сельского поселения.

## География
Хутор расположен в 12 км к востоку от административного центра поселения — станицы Удобной, на левом берегу Большого Зеленчука. Ниже по течению (севернее) расположен хутор Зеленчук Мостовой, выше — хутор Чехрак, на противоположном берегу — аул Инжичишхо. 

## Население
| 2002 | 2010 |
| ---- | ---- |
| 47   | ↗54  |

## Улицы
- ул. Набережная,
- ул. Садовая.